# Hendrika Entzian

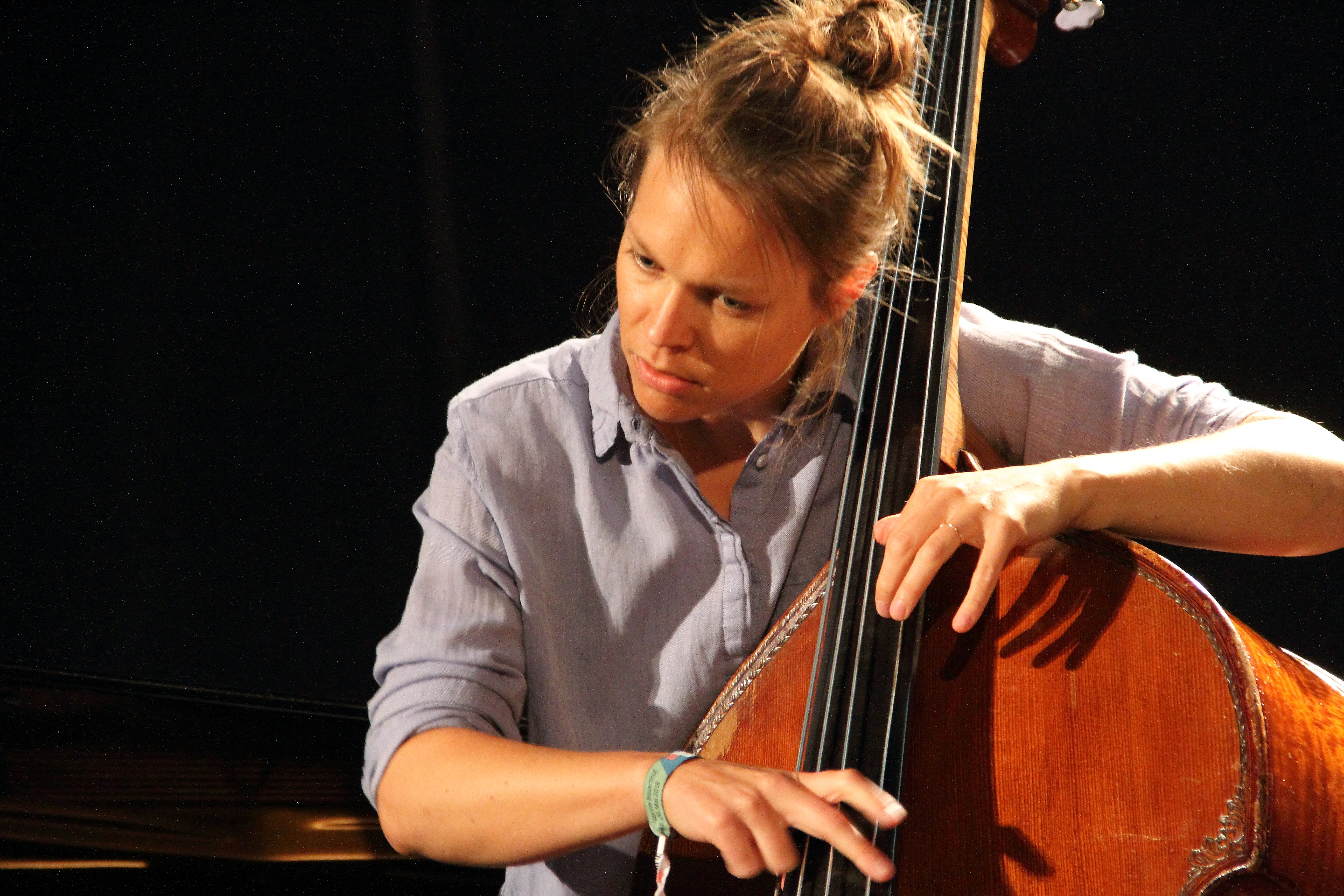
Mit dem Hendrika Entzian Quartet auf dem INNtöne Jazzfestival 2018

Hendrika Entzian (* 1984 in Kiel) ist eine deutsche Jazzmusikerin (Kontrabass, Komposition, Arrangement).

## Leben und Wirken
Entzian sammelte erste musikalische Erfahrungen im Kinderchor. Als Grundschülerin lernte sie Klavier, dann Gitarre und spielte in verschiedenen Bands. Noch vor dem Abitur wechselte sie erneut das Instrument, kam über den E-Bass schließlich zum Kontrabass. Ihr Musikstudium begann Entzian in Hamburg bei Lucas Lindholm (Jazz) und Peter Schmidt (Mitglied des NDR Sinfonieorchesters, Klassik). 2009 zog sie nach Köln, wo sie bis 2012 an der Hochschule für Musik und Tanz unter anderem bei Dieter Manderscheid und Sebastian Sternal studierte. Darüber hinaus nahm sie weiteren Unterricht in klassischem Bass bei Jürgen Fichtner (ehemals Solobassist des WDR Sinfonieorchester). Neben ihrer Beteiligung an verschiedenen Kölner Projekten legte Entzian zunehmend mehr Augenmerk aufs Komponieren. In der Folge absolvierte sie ein Masterstudium Jazz-Arrangement und -Komposition ebenfalls in Köln bei Joachim Ullrich, das sie 2015 abschloss.
Anfang 2012 gründete Entzian ihr Quartett mit dem Pianisten Simon Seidl und dem Schlagzeuger Fabian Arends. Am Saxophon war zunächst Maxi Jagow, für ihn kam 2016 Matthew Halpin. Das Quartett veröffentlichte die Alben Turnus (2015) und Pivot (2017) und tourte mehrfach in Deutschland sowie angrenzenden Ländern. Unter anderem trat die Band bei den Ingolstädter Jazztagen, JazzBaltica 2018, Winterjazz Köln und dem Acht Brücken Festival auf. Das Konzert beim INNtöne Jazzfestival am 19. Mai 2018 wurde vom Deutschlandfunk mitgeschnitten, hier mit Silvio Morger am Schlagzeug. 2018 und im März 2019 trat Entzian mit der WDR Big Band auf. Im November 2018 gründete sie ihre eigene Bigband Hendrika Entzian+. Eins ihrer ersten Konzerte gab die Formation beim WDR3 Jazzfest 2019; im April 2020 ist mit dieser Formation das Album Marble  erschienen.
Seit ihrer Studienzeit schreibt und arrangiert Entzian auch für andere große Ensembles. Dazu zählen die WDR Big Band, das niederländische Metropole Orkest, das Kölner Subway Jazz Orchestra und das Bujazzo; ihre Komposition Weekdays wurde 2016 in das Programm Zukunftsmusik des Bujazzo aufgenommen. Weiterhin spielt sie im Quintett des Schlagzeugers Peter Weiss.
Entzian lebt und arbeitet in Köln. Sie unterrichtete an der dortigen Musikhochschule sowie an der Hochschule für Musik Franz Liszt Weimar Jazztheorie/Arrangement und Komposition. Seit 2022 ist sie Gastprofessorin an der Hochschule für Musik und Darstellende Kunst Frankfurt am Main und eine der Ko-Leiterinnen des dortigen Bigband-Studiengangs.

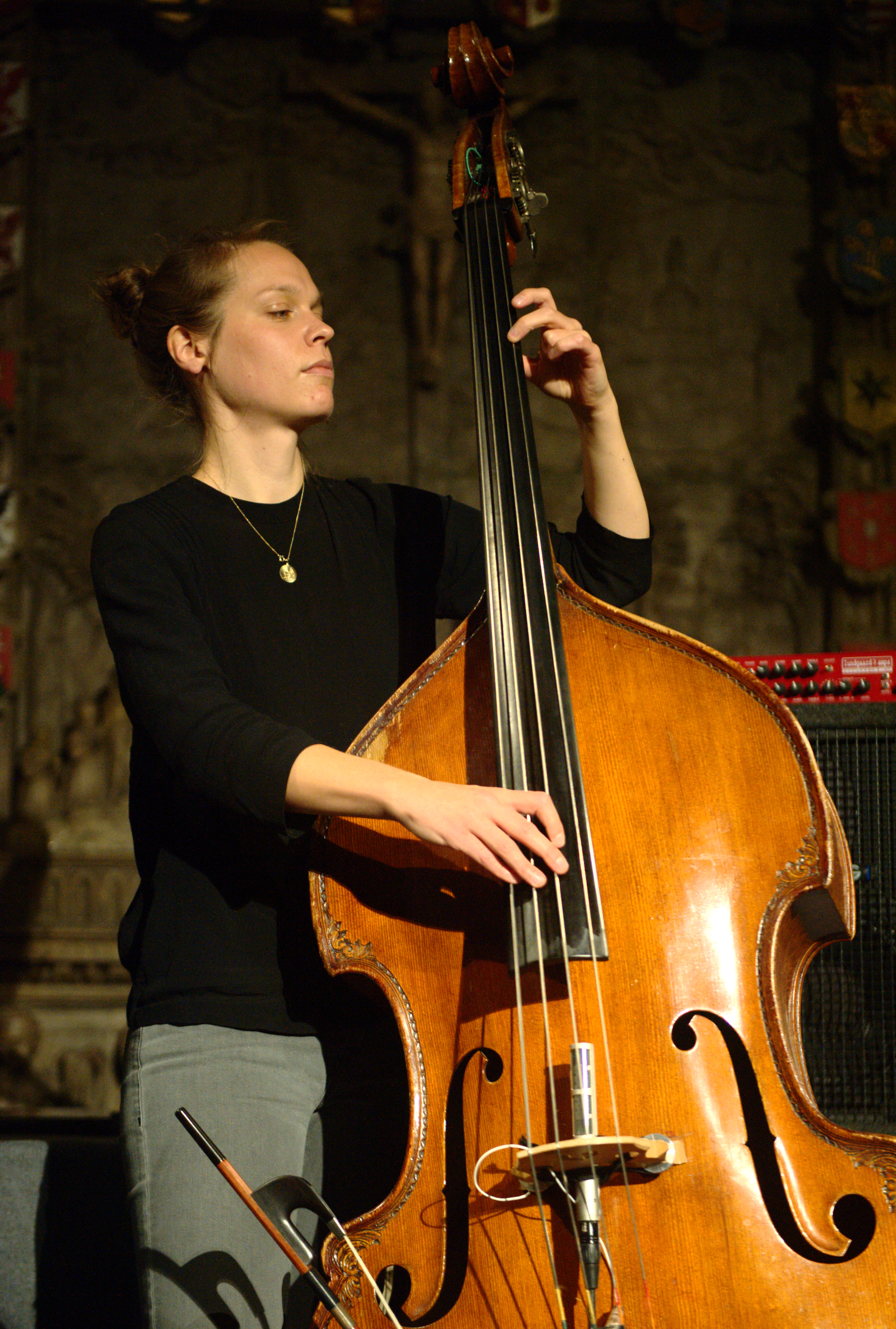
Hendrika Entzian (2017)

## Preise und Auszeichnungen
Entzian wurde mit dem WDR-Jazzpreis 2018 in der Kategorie Komposition ausgezeichnet, den sie am 2. Februar 2018 in Gütersloh entgegennahm. Im selben Jahr war Pivot eines der drei in der Kategorie Newcomer nominierten Alben für den Echo Jazz. 2015 erhielt Entzian ein Jazz/Pop-Stipendium für Musikerinnen der Hochschule für Musik und Tanz Köln.

## Diskographische Hinweise
- Hendrika Entzian Quartet Turnus (Traumton 2015, mit Maxi Jagow, Sandra Hempel, Simon Seidl, Fabian Arends)
- Hendrika Entzian Quartet Pivot (Traumton 2017, mit Matthew Halpin, Simon Seidl, Fabian Arends)
- Hendrika Entzian+ Marble (Traumton 2020, mit Halpin, Seidl, Arends, Hempel sowie Sebastian Gille, Bastian Stein, Klaus Heidenreich, Shannon Barnett, Andy Haderer, Janning Trumann u. a.)[4]

## Belege
1. ↑  Timmendorfer Strand: JazzBaltica, Jazz thing vom 7. Juni 2018, abgerufen am 22. August 2018.
2. ↑  Vom "Inntöne"-Festival in Diersbach/Österreich Hendrika Entzian Quartett, Sendung vom 21. August 2018, abgerufen am 22. August 2018.
3. ↑  Das WDR 3 Jazzfest 2019 in Gütersloh und Bielefeld - drei Tage live im Radio. 24. Januar 2019, abgerufen am 26. April 2020.
4. 1 2  Besprechung
5. ↑  HfMT Köln: Lehrende. Archiviert vom Original (nicht mehr online verfügbar) am 23. Oktober 2018; abgerufen am 26. April 2020.
6. ↑  Hochschule für Musik Franz Liszt Weimar - Lehrende. Abgerufen am 26. April 2020.
7. ↑  Das sind die Neuen. In: HfMDK Frankfurt. 28. November 2022, abgerufen am 23. Mai 2025.
8. ↑  WDR: WDR 3 Kulturradio - WDR Jazzpreis 2018 an Hendrika Entzian, Roger Hanschel und Ramesh Shotham Preisträgerkonzerte beim WDR 3 Jazzfest 2018 in Gütersloh - Presselounge - WDR. 23. November 2017, abgerufen am 26. April 2020.
9. ↑  ECHO JAZZ 2018: And the Nominees are... / 57 Nominierte in 19 Kategorien gehen ins Rennen um die Auszeichnung mit dem ECHO JAZZ 2018 / Verleihung am 31. Mai auf Kampnagel in Hamburg. Abgerufen am 26. April 2020.

| Personendaten    | Personendaten                                                 |
| ---------------- | ------------------------------------------------------------- |
| NAME             | Entzian, Hendrika                                             |
| KURZBESCHREIBUNG | deutsche Jazzmusikerin (Kontrabass, Arrangement, Komposition) |
| GEBURTSDATUM     | 1984                                                          |
| GEBURTSORT       | Kiel                                                          |